# Шлегель, Эмилия
Анна Наталия Эмилия Шлегель (18 сентября 1849 — 1891) — немецкая писательница.
Детство провела в Санкт-Петербурге и сначала говорила только по-русски, но, переселившись в 1861 году в Потсдам и в 1862 году пойдя в немецкую школу, овладела языком настолько, что её многочисленные очерки, рассказы, сказки охотно печатались в журналах. Отдельно — кроме комедий «Die Heirat auf Befehl» и «An rechter Schmiede» (обе — 1883 года) — её сочинения не выходили. Умерла в Берлине.